# Thomas Quasthoff
Thomas Quasthoff (Hildesheim, Baja Sajonia, 9 de noviembre de 1959) es un bajo-barítono alemán. Es uno de los máximos intérpretes de su generación igualmente cómodo en recitales de Lieder, ópera y jazz, destacándose como recitalista en el repertorio barroco, oratorios y Liederabend.
Nacido con graves deformaciones físicas causadas por el medicamento talidomida que fuera prescrito a su madre durante el embarazo, en 1972 fue rechazado del Conservatorio de Hannover debido a que por su condición física no podía tocar piano. Tomó clases particulares con Charlotte Lehmann y Carol Richardson y en 1988 ganó el Concurso Internacional de Múnich, siendo alabado por el legendario Dietrich Fischer-Dieskau. En la etapa primera de su educación como cantante se lo promocionó por Sebastian Peschko. También estudió derecho por tres años. Antes de empezar su carrera musical, trabajó por seis años con Norddeutscher Rundfunk.
En el 2003 debutó en los escenarios de ópera junto a Simon Rattle en Fidelio en Berlín y en 2004 debutó en la Ópera Estatal de Viena como Amfortas en Parsifal de Wagner dirigido por Donald Runnicles; ha actuado como recitalista en Carnegie Hall, San Francisco, Chicago, Lucerna, Verbier, Estocolmo, Hamburgo, Viena, Ámsterdam, Londres, Berlín y otros escenarios.
Solicitado por directores como Claudio Abbado, Daniel Barenboim, Bernard Haitink, Mariss Jansons, Kurt Masur, Seiji Ozawa, Simon Rattle, Helmuth Rilling, Christian Thielemann, Donald Runnicles y Franz Welser-Möst, lleva a cabo una serie de notables grabaciones discográficas y gana el premio Grammy en cuatro ocasiones.
Tiene una cátedra permanente en la Musikhochschule de Detmold y en la Hanns Eisler Hochschule für Musik de Berlín, ciudad donde reside. Su disco de jazz The Jazz Álbum: Watch What Happens lo dio a conocer a nuevos públicos. En 2006, el cineasta Michael Harder filmó el documental The Dreamer sobre el cantante.
En 2006 se casó con Claudia Stelsick, una reportera del canal de televisión pública alemán MDR Fernsehen. En 2012, decidió finalizar su carrera por problemas de salud, después de haber dedicado cuarenta años de su vida a la canción. No obstante, continúa impartiendo enseñanza en el Conservatorio Hanns Eisler de Berlín.

## Discografía
- Bach, Cantatas, Rainer Kussmaul
- Bach: Oratorio de Navidad. Münchner Bachsolisten, Karl Fiedrich Beringer.
- Bach: Pasión según San Mateo. Bach Collegium Stuttgart, Helmuth Rilling.
- Bach, Misa en si menor. Münchner Bach solisten, Karl Fiedrich Beringer.
- Beethoven, Novena Sinfonía. Filarmónica de Berlín. Claudio Abbado.
- Beethoven, Fidelio. Sir Colin Davis.
- Brahms y Liszt: Lieder. Justus Zeyen, piano
- Brahms: Ein Deutsches Requiem; Simon Rattle, Berliner Philharmoniker
- Dvorak: Stabat Mater. Orquesta del Festival Bach Oregon. Helmut Rilling.
- Händel: Mesías. Orquesta del Festival Bach Oregon. Helmut Rilling.
- Mahler. Des Knaben Wunderhorn. Anne Sofie von Otter, mezzo. Dirección: Claudio Abbado. Filarmónica de Berlín.
- Mozart: Arias de ópera. Orquesta de cámara Heilbronn, Jörg Faeber.
- Loewe: Baladas. Norman Shetler, piano.
- Mozart: Misa de la Coronación. Staatskapelle de Dresde, Peter Schreier.
- Schöenberg: Gurrelieder. Filarmónica de Berlín. Sir Simon Rattle.
- Schumann: Dichterliebe-Liederkreis. Roberto Szidon, piano.
- Schubert: Goethe lieder. Charles Spencer, piano.
- Schubert: Winterreise. Charles Spencer, piano.
- Schubert: Winterreise. Daniel Barenboim, piano (DVD)
- Schubert: Schwanengesang, Brahms, Vier ernste gesänge. Justus Zeyen, piano.
- Schumann: Genoveva. Chamber Orquestra of Europe, Nikolaus Harnoncourt.

## Premios
- Festival de Berlín, 1984, Premio Kaminski.
- Festival Mozart en Würzburg.
- 1988 Primer premio en la Competición ARD de Múnich.
- Juventudes Musicales de Bratislava.
- Premio Shostakovich, Moscú.
- Echo Prize 1998
- Grammy, 1998
- Cannes Classical Award. 1998
- Echo Prize 2001
- Grammy 2006
- Grammy 2008
- Ring of Honour - Hildesheim
- Orden del Mérito de la República Federal de Alemania.
- 2009 - Medalla de Oro de la Royal Philharmonic Society[6]